# Угартсберґ

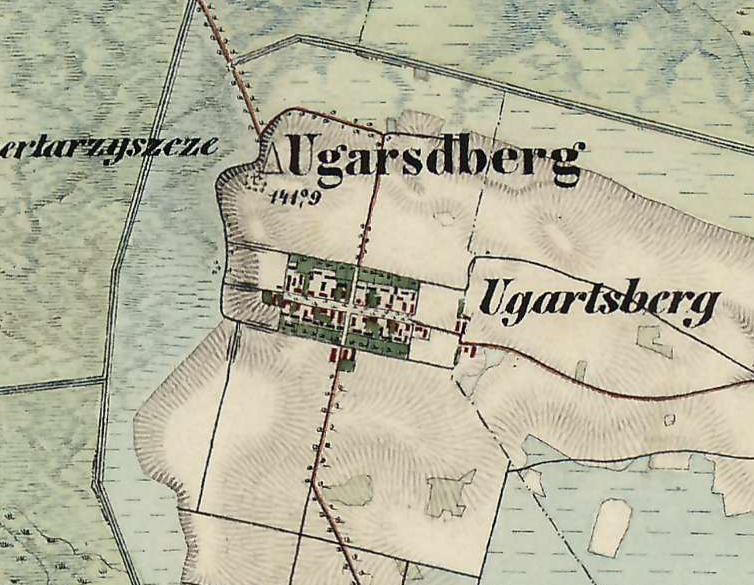
Угартсберг на австрійській мапі 19ст.

49°28′39″ пн. ш. 23°44′37″ сх. д. / 49.47750° пн. ш. 23.74361° сх. д.
Угартсберґ (нім. Ugartsberg, пол. Wypuczki) — колишня німецька колонія в місцевості Випучки (пол. Wypuczki) на заході сучасної території України. Розташовувалася приблизно на відстані 5 км на північ від Меденич Дрогобицького району Львівської області та на захід від Гірського Миколаївського району Львівської області.
Колонія була створена в 1785 році під час Йосифинської колонізації, розпочатої австрійським імператором Йосифом II в 1781 році. Тут влаштувалися німецькі колоністи реформатського віросповідання кальвіністського напрямку. Назва села Угартсберґ (гора Угарта), як і інших поселень, наприклад, Уґартсталь, походять від графа Алоїза Угарте (нім. Aloys der Jüngere Graf von Ugarte), тогочасного віце-губернатора Галичини. Протестанти з Угартсберґа належали до парафії Йозефсберга в Гельветській раді євангельського суперінтенданта Галичини.
У 1900 році в гміні Угартсберґ у Випучках було 29 будинків з 222 мешканцями, у тому числі 195 німецькомовних, 26 україномовних (русинів) та 1 польськомовний. За релігійною приналежністю було 26 греко-католицького віросповідання, 11 юдеїв, 2 римо-католиків та 183 представники інших релігій.
Після розпаду Австро-Угорської імперії та по закінчення польсько-української війни 1919 року Угартсберґ опинився в складі Львівського воєводства Польщі. У 1921 році гміна Угартсберґ об'єднувала 30 будинків з 206 мешканцями в них. За національним складом серед них було 175 німців, 13 русинів (українців), 10 поляків та 8 євреїв. За віросповіданнями було 181 протестант, 9 греко-католиків, 6 римо-католиків, 2 інші християни та 8 юдеїв. 1 серпня 1934 року в Дрогобицькому повіті Львівського воєводства було створено гміну Гірське. До неї увійшли сільські громади: Більче, Гірське, Криниця, Раделичі, Липиці, Саска Камеральна (тепер частина села Мала Горожанна), та Угартсберґ. Наприкінці 1930-х років німецьку назву Угартсберґ було замінено польською Wypuczki (Випучки).
З початком Другої світової війни та поділом території Другої Речі Посполитої між Третім Рейхом та СРСР за пактом Молотова — Ріббентропа, колонія Угартсберґ попала в радянську зону окупації.
Після підписання в вересні 1939 року Договору про дружбу та кордон між СРСР та Німеччиною в рамках програми «Додому в Рейх» (нім. Heim ins Reich) місцеве німецьке населення в січні 1940 року було переселено до Третього Рейху, а колонія залишилась покинутою.